# Saw IV
Saw IV (conocida como El juego del miedo IV en Hispanoamérica) es la cuarta película de la saga Saw. En esta película continúa la historia de Jigsaw, un asesino y su obsesión por enseñarle a la gente el valor de sus vidas. Después de que Jigsaw muriera en la película anterior (Saw III), la película se enfoca en su habilidad de manipular a la gente para que continúen su trabajo.
Saw IV fue dirigida por el director de Saw II y Saw III Darren Lynn Bousman junto con los co-creadores James Wan y Leigh Whannell regresando como productores ejecutivos. A diferencia de los tres primeros filmes, Saw IV no fue escrita por Wan o Whannell.

## Argumento
La autopsia de John revela un microcassette recubierto de cera en su estómago, y el detective Mark Hoffman recibe la orden de escucharlo. La cinta le promete que "los juegos acaban de empezar". En un mausoleo, un hombre llamado Trevor y un abogado llamado Art Blank están encadenados a un gran dispositivo. Los ojos de Trevor han sido cosidos, y la boca de Art ha sido cosida, haciendo imposible la comunicación entre ellos. Cuando el dispositivo empieza a tirar de ellos, entran en pánico y Art mata a Trevor para recuperar una llave de su collar.
Mientras tanto, la policía descubre los restos de la detective Allison Kerry. Hoffman regaña al agente Daniel Rigg por irrumpir por una puerta no asegurada en un intento de salvar a Kerry. Hoffman es presentado a los agentes del FBI Peter Strahm y Lindsey Perez, quienes deducen que Amanda, la aprendiz de Jigsaw, habría necesitado ayuda con la muerte de Kerry, lo que indica que hay otro aprendiz.
Esa noche, Rigg y Hoffman son secuestrados. Rigg es informado de que el detective Eric Matthews sigue vivo y se le dan noventa minutos para salvarse. Entonces se le somete a su primera prueba, en la que encuentra a una traficante sexual llamada Brenda atada a un dispositivo que le arranca el cuero cabelludo. La rescata, aunque le advierten que no lo haga, y Brenda intenta apuñalar a Rigg; Rigg la somete y se entera de que a Brenda le dijeron que Rigg estaba allí para arrestarla por sus crímenes.
Strahm interroga a Jill Tuck, la ex mujer de John, que le cuenta la historia de éste. Una vez estuvo embarazada de un niño llamado Gideon, pero sufrió un aborto espontáneo cuando Cecil, un drogadicto, robó en la clínica en la que trabajaba y le estampó una puerta en el estómago.
La siguiente prueba de Rigg es en un motel, donde recibe instrucciones de secuestrar al gerente, Ivan Landsness, que se revela como un violador en serie. Enfadado por haber visto vídeos de las violaciones de Ivan, Rigg obliga a éste a caer en una trampa preparada de antemano que le obliga a sacarse los ojos; no lo consigue a tiempo y la trampa le arranca todas las extremidades. La siguiente prueba de Rigg tiene lugar en una escuela donde Rigg golpeó a un hombre llamado Rex absuelto de abusar de su familia, aunque el trabajo de Rigg fue salvado gracias a Hoffman. En una de las aulas, Rigg descubre a Rex y a su esposa, Morgan, encadenados espalda con espalda y empalados por varios pinchos metálicos, con Rex muerto y Morgan aferrándose a la vida. Rigg le dice a Morgan que debe quitar los pinchos ella misma antes de marcharse, activando la alarma de incendios mientras lo hace.
Strahm y Pérez llegan al lugar de los hechos, donde se descubre que todas las víctimas fueron defendidas por Art, que también es el abogado de Jill. Después de que un fotógrafo muera accidentalmente en la escena, Pérez encuentra a Billy, la marioneta de Jigsaw, en la oficina. Le dicen que Strahm "pronto acabará con la vida de un hombre inocente" y que el "próximo paso de Pérez es crítico". Ignorando las pistas anteriores de que está en peligro, Pérez continúa con la investigación antes de que la cara de Billy explote, enviando metralla a su cara. Es trasladada de urgencia al hospital en estado crítico.
Tras enterarse de que tenía cáncer y de que le quedaba poco tiempo de vida, así como de un intento de suicidio, John coloca a Cecil en una trampa; Cecil se abalanza sobre John después de escapar, pero cae muerto en una malla de alambre de espino. Strahm establece conexiones entre la historia de Jill y la fábrica de carne Gideon, escenario de la prueba final de Rigg.
Strahm llega pero se encuentra perdido, siguiendo accidentalmente a Jeff Denlon. Mientras tanto, Rigg se acerca a su prueba final. En la habitación contigua se encuentran Art, Matthews y Hoffman; antes se había revelado que si se abría la puerta antes de que expirara el temporizador de Rigg, la cabeza de Matthews sería aplastada entre dos bloques de hielo y Hoffman sería electrocutado por un complejo dispositivo. Rigg abre la puerta con un segundo de sobra; a pesar de los intentos de Matthews por detener a Rigg disparándole, éste muere. Rigg dispara a Art mientras, en otra habitación, Strahm se encuentra con Jeff, que le apunta con una pistola. Strahm, que ignora que Jeff busca desesperadamente a su hija, mata a Jeff. Hoffman, que nunca estuvo en peligro y es el otro aprendiz de Jigsaw, se levanta y sella a un moribundo Rigg y a un desconcertado Strahm en la fábrica.

## Reparto
| Personajes           | Reparto de actores |
| -------------------- | ------------------ |
| John Kramer/Jigsaw   | Tobin Bell         |
| Mark Hoffman         | Costas Mandylor    |
| Agente Peter Strahm  | Scott Patterson    |
| Jill Tuck            | Betsy Russell      |
| Sargento Rigg        | Lyriq Bent         |
| Agente Lindsey Pérez | Athena Karkanis    |
| Derek                | Devon Bostick      |
| Art Blank            | Justin Louis       |
| Ivan Landis          | Marty Adams        |
| Brenda               | Sarain Boylan      |
| Morgan               | Janet Land         |
| Rex                  | Ron Lea            |
| Cecil Adams          | Billy Otis         |
| Eric Matthews        | Donnie Wahlberg    |
| Trevor               | Kevin Rushton      |
| Dr. Heffner          | James Van Patten   |
| Tracy                | Ingrid Hart        |
| Fotógrafa Forense    | Joanne Boland      |
| Jeff Reinhart        | Angus McFadyen     |
| Amanda Young         | Shawnee Smith      |
| Lynn Denlon          | Bahar Soomekh      |
| Detective Kerry      | Dina Meyer         |
| Gus                  | Tony Nappo         |
| Addison Corday       | Emmanuelle Vaugier |
| Lamanna              | Simon Reynolds     |
| Fisk                 | Mike Realba        |
| Michael              | Noam Jenkins       |